# Strepera fuliginosa
El verdugo fuliginoso o currawong negro (Strepera fuliginosa) es una especie de ave paseriforme del género Strepera endémico de Tasmania. Estrechamente relacionado por sus hábitos a los otros currawongs australianos, existen tres subespecies diferentes.

## Subespecies
- Strepera fuliginosa fuliginosa (Tasmania)
- Strepera fuliginosa parvior (Isla Flinders)
- Strepera fuliginosa colei (Isla King)